# Alterering

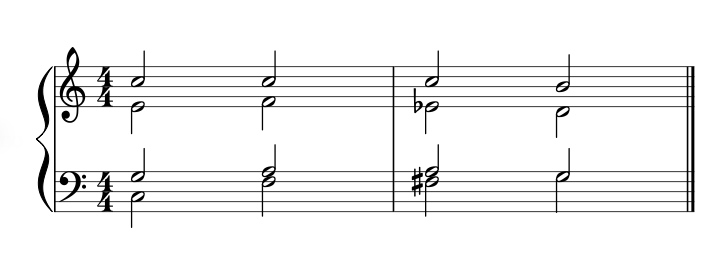
I det här exemplet innehåller det tredje ackordet (F°7) en högaltererad ton (fiss) och en lågaltererad ton (ess).

Alterering eller alteration (från franskans altération – 'förändring') är en musikterm som betecknar en kromatisk höjning eller sänkning av en ton. En ton som är höjd ett halvt tonsteg kallas högaltererad medan en ton som är sänkt ett halvt tonsteg kallas lågaltererad. I sin mest korrekta betydelse används termen endast om sådana förändringar i diatoniska skalsystem och dessutom om sådana förändringar som (i ett harmoniskt sammanhang) inte påverkar den grundläggande funktionen hos den harmoni där den altererade tonen ingår. Alterering används ofta i musik från den romantiska perioden, ofta för att öka antalet ledtoner mellan olika harmonier, och används på ett liknande vis i vissa jazzidiom.
|  | Wiktionary har en ordboksartikel om alteration. |